# 上田宏樹
上田　宏樹（うえだ ひろき、1972年8月28日 - ）は、日本の会社経営者。
株式会社アイダックデザイン代表取締役。

## 略歴
- 1972年8月28日　奈良県吉野町に生まれる
- 2000年2月　　　 有限会社アイダックデザイン　設立
- 2003年3月　　　 株式会社アイダックデザインに商号変更
- 2012年6月　　　 放課後等デイサービスアトリエあいだっく開設
- 2014年6月　　　 リラクゼーションサロンコリトリあいだっく開設